# Bruce Brothers Huntsville Regional Airport

i7
i11
i13
Der Bruce Brothers Huntsville Regional Airport (IATA-Code: HTV, ICAO-Code: KUTS, FAA-LID: UTS), auch bekannt als Huntsville Municipal Airport, ist ein öffentlicher Flughafen. Er liegt 4 km nordwestlich des zentralen Geschäftsviertels von Huntsville, einer Stadt im Walker County, Texas, Vereinigte Staaten. Er ist im National Plan of Integrated Airport Systems für 2011–2015 enthalten, der ihn als Einrichtung für die allgemeine Luftfahrt kategorisiert.
Diesem Flughafen wurde von der Federal Aviation Administration der Location identifier UTS zugewiesen, der IATA-Flughafencode lautet jedoch HTV (die IATA hat UTS dem Flughafen Ust-Tsilma in Russland zugewiesen).

## Geschichte

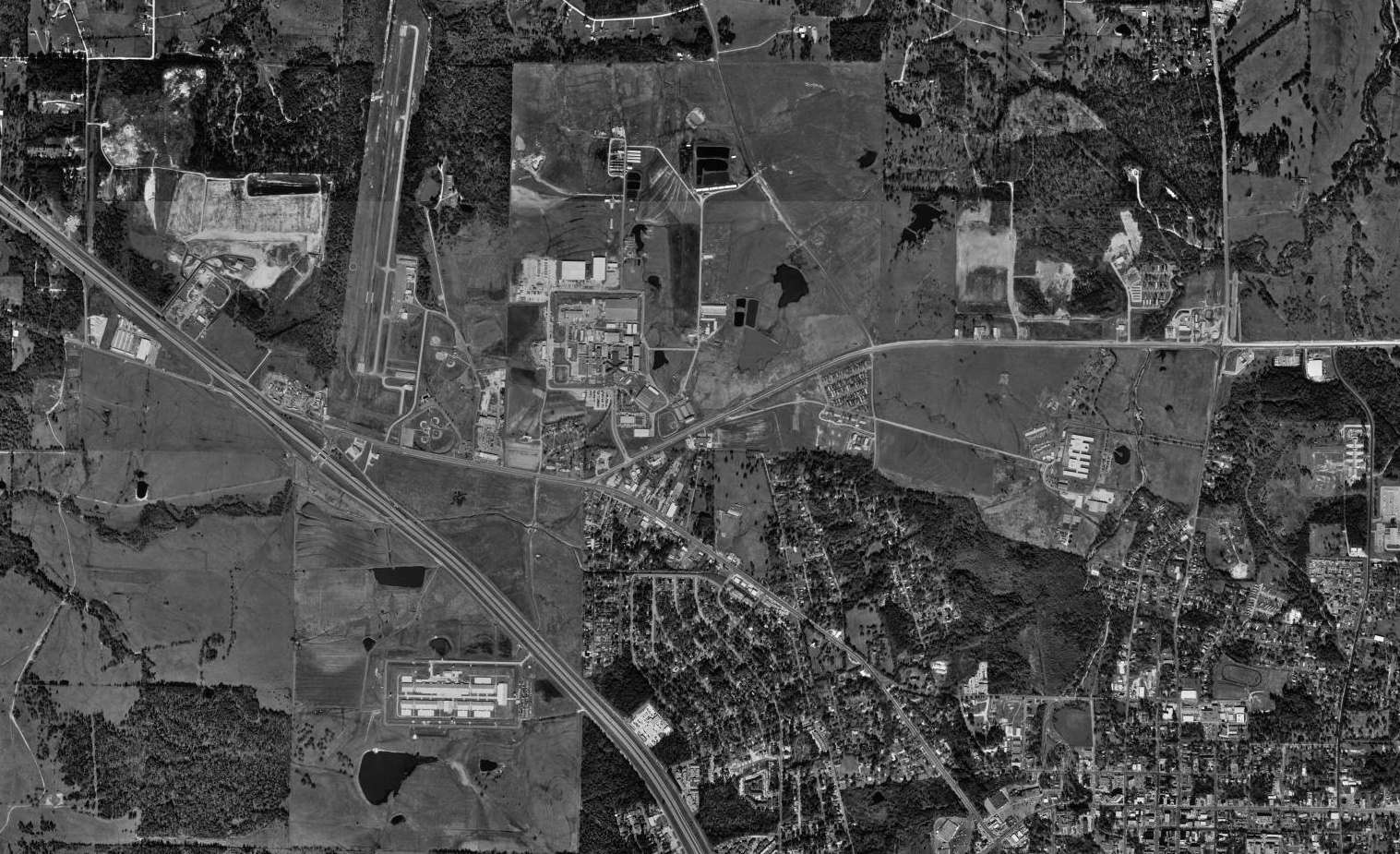
Luftbild des Flughafens und der Einheiten Byrd, Holliday und Wynne – USGS 1995

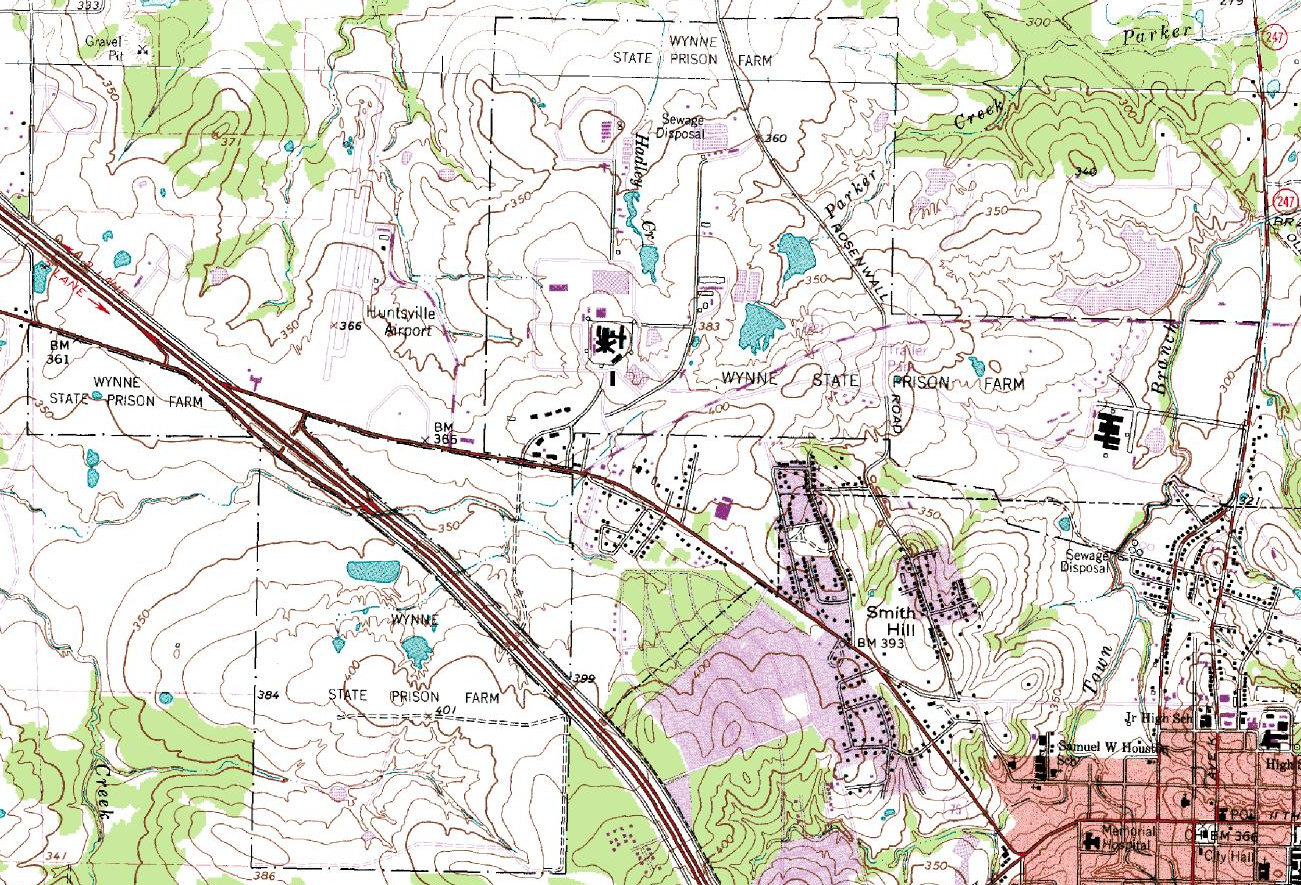
Topografische Karte des Flughafens und der Wynne Unit – USGS 1976

Im Jahr 2009 hatte der Stadtrat von Huntsville einer Namensänderung des Flughafens von „Huntsville Municipal Airport“ in „Bruce Brothers Huntsville Regional Airport“ zugestimmt. Am 28. Mai 2010 wurde der Flughafen zu Ehren zweier Veteranen des Zweiten Weltkriegs, Harry Joe Bruce und Reeves „Jeep“ Bruce, die im Laufe des Krieges starben, neu eingeweiht. Die feierliche Eröffnung war für diesen Tag geplant. Seit Dezember 2015 wird er jedoch von der Federal Aviation Administration und dem Texas Department of Transportation als Huntsville Municipal Airport geführt.

## Flugbetrieb
Im Jahre 2022 fanden 39.613 Flugbewegungen statt, davon 18.900 lokale Bewegungen, 16.300 Zwischenlandungen, 250 Air-Taxi-Flüge und 4.163 militärische Flüge. 46 einmotorige und 4 zweimotorige Flugzeuge sowie 2 Jetflugzeuge waren hier 2022 stationiert.